# Callistethus armatus
Callistethus armatus är en skalbaggsart som beskrevs av Gilbert John Arrow 1911. Callistethus armatus ingår i släktet Callistethus och familjen Rutelidae. Inga underarter finns listade.